# 福田晃斗
福田 晃斗（ふくた あきと、1992年5月1日 - ）は、三重県四日市市出身のプロサッカー選手。ポジションはミッドフィールダー（MF）。Jリーグ・FC岐阜所属。
妻は福岡県を中心に活動するタレントの大戸千絵。

## 来歴
四日市中央工業高校では、1年時からレギュラーとして活躍し、3年時には主将として全国高等学校サッカー選手権大会に3年連続出場した。
高校卒業後は鹿屋体育大学へ進学し、すぐにレギュラーに定着。3年時の2013年8月16日、サガン鳥栖に特別指定選手として登録された。9月28日のサンフレッチェ広島戦で途中交代でJリーグデビューを果たした。2014年も鳥栖に特別指定選手登録された。
2014年8月には、2015年シーズンからのサガン鳥栖への加入が内定した。
2018年8月22日に行われた天皇杯・ヴィッセル神戸戦で、7月からチームメイトとなった元スペイン代表のフェルナンド・トーレスの来日後初ゴールをアシストし、そのアシストの前の相手を抜くプレーがスペインメディアに絶賛され取り上げられた。また、8月26日のJリーグ・ガンバ大阪戦では、トーレスのリーグ戦初ゴールもアシストしている。
2019年12月30日、湘南ベルマーレへ完全移籍。
2020年8月17日、アルビレックス新潟へ完全移籍。
2022年から鳥栖へ完全移籍で復帰した。2025年開幕前に後述する問題により鳥栖を退団し、無所属期間を経て同年7月よりFC岐阜に加入した。

### 度重なる女性問題と契約解除
2020年の湘南から新潟への途中移籍について、シーズン終盤の2020年11月、当時のチームメイトである後輩選手の妻にLINEで下着を要求するなど、セクハラ発言を行っていたことが原因であるとする週刊誌報道がなされた。当該誌の取材に対し、福田は不適切なメッセージを送ったことは事実としながらも「『パンツ欲しい』とは送っていませんし、不倫関係でもありません」「こんな状況の自分を獲得してくれた新潟のためにも、自分はいいプレーを続けて這い上がるしかないと思っています」と弁明した。
更に2025年1月、同じ週刊誌にて、鳥栖復帰後の2022年より不倫関係にあった女性との間で妊娠・堕胎を巡るトラブルに発展していることが報じられた。鳥栖は週刊誌報道を受けて福田に活動自粛を課していたが、同年2月6日付で双方合意の上、契約解除・退団を発表した。
その後、福田は退団から約半年後の2025年7月23日、かねてより練習参加していた岐阜に加入。加入に際し竹元義幸取締役スポーツダイレクターの名義で「今回の加入にあたり、クラブは過去の報道について十分に認識したうえで、慎重に判断を重ねてまいりました（中略）福田選手自身も、これまでの行動を深く反省しており、サッカー選手として、そして一人の人間として信頼を回復すべく、全力で取り組むことを誓っております。クラブとしても、福田選手がピッチ上で最高のパフォーマンスを発揮できるよう全面的にサポートするとともに、人としても成長できるよう、社会貢献活動や倫理研修などを通じて、継続的な指導と支援を行ってまいります」とする声明を発表し、福田自身も「皆様にご迷惑をおかけした点、心より反省しています。FC岐阜の為に必死に戦いますのでよろしくお願いします」とコメントした。

## 人物
2016年10月15日、タレントの大戸千絵と結婚。翌2017年11月には第一子となる長男が誕生した。

## 所属クラブ
- 内部リバーズF.C.
- 四日市JFC
- 名古屋グランパスエイトU-15
- 2008年 - 2010年 三重県立四日市中央工業高等学校
- 2011年 - 2014年 鹿屋体育大学
  - 2013年8月 - 2014年12月 サガン鳥栖（特別指定選手）
- 2015年 - 2019年  サガン鳥栖
- 2020年 - 2020年8月  湘南ベルマーレ
- 2020年8月 - 2021年  アルビレックス新潟
- 2022年 - 2025年2月  サガン鳥栖
- 2025年7月 -  FC岐阜

## 個人成績
| 国内大会個人成績 | 国内大会個人成績 | 国内大会個人成績 | 国内大会個人成績 | 国内大会個人成績 | 国内大会個人成績 | 国内大会個人成績 | 国内大会個人成績 | 国内大会個人成績 | 国内大会個人成績 | 国内大会個人成績 | 国内大会個人成績 |
| 年度             | クラブ           | 背番号           | リーグ           | リーグ戦         | リーグ戦         | リーグ杯         | リーグ杯         | オープン杯       | オープン杯       | 期間通算         | 期間通算         |
| 年度             | クラブ           | 背番号           | リーグ           | 出場             | 得点             | 出場             | 得点             | 出場             | 得点             | 出場             | 得点             |
| 日本             | 日本             | 日本             | 日本             | リーグ戦         | リーグ戦         | リーグ杯         | リーグ杯         | 天皇杯           | 天皇杯           | 期間通算         | 期間通算         |
| ---------------- | ---------------- | ---------------- | ---------------- | ---------------- | ---------------- | ---------------- | ---------------- | ---------------- | ---------------- | ---------------- | ---------------- |
| 2013             | 鹿屋体大         | 8                | -                | -                | -                | -                | -                | 1                | 0                | 1                | 0                |
| 2013             | 鳥栖             | 30               | J1               | 2                | 0                | -                | -                | -                | -                | 2                | 0                |
| 2014             | 鳥栖             | 30               | J1               | 2                | 0                | 2                | 0                | -                | -                | 4                | 0                |
| 2015             | 鳥栖             | 30               | J1               | 3                | 0                | 1                | 0                | 1                | 0                | 5                | 0                |
| 2016             | 鳥栖             | 30               | J1               | 22               | 0                | 4                | 0                | 3                | 0                | 29               | 0                |
| 2017             | 鳥栖             | 6                | J1               | 29               | 4                | 4                | 0                | 2                | 0                | 35               | 4                |
| 2018             | 鳥栖             | 6                | J1               | 31               | 0                | 1                | 0                | 4                | 0                | 36               | 0                |
| 2019             | 鳥栖             | 6                | J1               | 24               | 0                | 1                | 0                | 3                | 0                | 28               | 0                |
| 2020             | 湘南             | 15               | J1               | 5                | 0                | 1                | 0                | -                | -                | 6                | 0                |
| 2020             | 新潟             | 17               | J2               | 19               | 0                | -                | -                | -                | -                | 19               | 0                |
| 2021             | 新潟             | 17               | J2               | 21               | 1                | -                | -                | 1                | 0                | 22               | 1                |
| 2022             | 鳥栖             | 6                | J1               | 33               | 2                | 2                | 1                | 1                | 0                | 36               | 3                |
| 2023             | 鳥栖             | 6                | J1               | 21               | 0                | 2                | 0                | 1                | 1                | 24               | 1                |
| 2024             | 鳥栖             | 6                | J1               | 30               | 3                | 1                | 0                | 1                | 0                | 32               | 3                |
| 2025             | 岐阜             | 97               | J3               |                  |                  | -                | -                | -                | -                |                  |                  |
| 通算             | 日本             | 日本             | J1               | 202              | 9                | 19               | 1                | 16               | 1                | 237              | 11               |
| 通算             | 日本             | 日本             | J2               | 40               | 1                | -                | -                | 1                | 0                | 41               | 1                |
| 通算             | 日本             | 日本             | J3               |                  |                  | -                | -                |                  |                  |                  |                  |
| 通算             | 日本             | 日本             | 他               | -                | -                | -                | -                | 1                | 0                | 1                | 0                |
| 総通算           | 総通算           | 総通算           | 総通算           | 242              | 10               | 19               | 1                | 18               | 1                | 279              | 12               |

- 2013年・2014年は特別指定選手
- Jリーグ初出場 - 2013年9月28日 J1第27節 対サンフレッチェ広島（ベアスタ）